# Heinz Vollmar
Heinz Vollmar, född 26 april 1936 i St. Ingbert, död där 12 oktober 1987, var en tysk fotbollsspelare.

## Fotbollskarriär

### Klubblagskarriär
Vollmar spelade för SV St. Ingbert 1945 från hemstaden och senare för 1. FC Saarbrücken.

### Landslagskarriär
Vollmar spelade 4 A-landskamper för Saarland mellan 1955 och 1956. I sin första landskamp gjorde han ett hattrick mot Frankrike, i en match som slutade 7–5 i saarländsk favör. Han gjorde ytterligare ett mål i en träningsmatch mot Nederländerna. Vollmar var den senast födda spelaren som representerade Saars landslag och den sett till ålder yngsta debutanten såväl som målskytten för landslaget.
Efter att det saarländska fotbollsförbundet anslöt sig till det västtyska fotbollsförbundet 1956 upphörde Saars landslag att existera. Samma månad som Vollmar spelat och gjort mål för Saar mot Nederländerna debuterade han för det västtyska landslaget, i en match mot Sverige på Råsunda fotbollsstadion. Vollmar spelade 12 landskamper för Västtyskland och gjorde tre mål. Han var med i Västtysklands trupp till VM 1962 trots att han inte spelat för landslaget sedan våren 1961. Det blev inte någon speltid i VM för Vollmar och hans senaste landslagsframträdande 1961 skulle senare visa sig ha varit det sista.